# Ʊ̄
Cette page contient des caractères spéciaux ou non latins. S’ils s’affichent mal (▯, ?, etc.), consultez la page d’aide Unicode.
Ʊ̄ (minuscule : ʊ̄, ou upsilon macron, est un graphème utilisé dans l'écriture du koulango et du tafi, ou utilisé dans certaines transcriptions phonétiques. Il s’agit de la lettre Ʊ diacritée d'un macron.

## Utilisation
En koulango, certains auteurs, dont Ilaria Micheli, utilisent l’upsilon macron.

## Représentations informatiques
L’upsilon macron peut être représenté avec les caractères Unicode suivants :
- décomposé (latin étendu – B, alphabet phonétique international, diacritiques) :

| formes    | représentations | chaînes de caractères | points de code | descriptions                                       |
| --------- | --------------- | --------------------- | -------------- | -------------------------------------------------- |
| capitale  | Ʊ̄               | Ʊ◌̄                    | U+01B1 U+0304  | lettre majuscule latine upsilon diacritique macron |
| minuscule | ʊ̄               | ʊ◌̄                    | U+028A U+0304  | lettre minuscule latine upsilon diacritique macron |